# 鲁德尼亚-沃罗比约夫卡农村居民点
鲁德尼亚-沃罗比约夫卡农村居民点（俄语：Рудневоробьёвское сельское поселение）是俄罗斯联邦布良斯克州戈尔杰耶夫卡区所属的一个农村居民点。其下辖有10个居民点，行政中心为鲁德尼亚-沃罗比约夫卡。据2015年统计，该农村居民点的人口为1115人。